# Мужская сборная Украины по водному поло
Мужская сборная Украины по водному поло — национальная ватерпольная команда, представляющая Украину на международной арене. Команда была образована в 1992 году после распада Советского союза. Наивысшими достижениями в истории независимой Украины является 12 место на летних Олимпийских играх 1996 года в Атланте и 7 место чемпионате Европы 1995 года в Вене.

## Результаты выступлений

### Олимпийские игры
| \| Год \| И \| В \| Н \| П \| Мячи \| Место \| \| ----- \| - \| - \| - \| - \| ----- \| ----- \| \| 1996 \| 8 \| 0 \| 2 \| 6 \| 33-48 \| 12 \| \| Всего \| 8 \| 0 \| 2 \| 6 \| ' \| \| |   | *в турнирах 2000-2016 сборная Украины участия не принимала |   |   |       |       |
| Год | И | В                                                          | Н | П | Мячи  | Место |
| 1996 | 8 | 0                                                          | 2 | 6 | 33-48 | 12    |
| Всего | 8 | 0                                                          | 2 | 6 | '     |       |

### Чемпионаты Европы
- 1993 —11-е место
- 1995 — 7-е место
- 1997 — 11-е место